# Équipe de Colombie féminine de basket-ball
Cet article traite de l'équipe féminine. Pour l'équipe masculine, voir Équipe de Colombie masculine de basket-ball.
Maillots
L’équipe de Colombie de basket-ball féminin est la sélection des meilleures joueuses colombiennes de basket-ball.

## Résultats

### Palmarès
| Compétitions mondiales                             | Compétitions continentales |
| -------------------------------------------------- | --- |
| - Jeux olympiques - Néant - Coupe du monde - Néant | - Coupe des Amériques - Néant - Championnat d'Amérique du Sud (1) - Vainqueur en 1984 - Finaliste en 1991 et 2005 - Troisième en 1981, 1986, 1997, 2006, 2010, 2016, 2018, 2022 et 2024 - Jeux panaméricains - Finaliste en 2023 |

### Parcours en compétitions internationales

#### Jeux olympiques
| Année | Position      |      | Année         | Position |               | Année | Position |
| 1976  | Non qualifiée | 1996 | Non qualifiée | 2016     | Non qualifiée |       |          |
| 1980  | Non qualifiée | 2000 | Non qualifiée | 2020     | Non qualifiée |       |          |
| 1984  | Non qualifiée | 2004 | Non qualifiée | 2024     | Non qualifiée |       |          |
| 1988  | Non qualifiée | 2008 | Non qualifiée | 2028     | -             |       |          |
| 1992  | Non qualifiée | 2012 | Non qualifiée | 2032     | -             |       |          |

#### Coupe du monde
| Année | Position      |      | Année         | Position |               | Année | Position |
| 1953  | Non qualifiée | 1979 | Non qualifiée | 2006     | Non qualifiée |       |          |
| 1957  | Non qualifiée | 1983 | Non qualifiée | 2010     | Non qualifiée |       |          |
| 1959  | Non qualifiée | 1986 | Non qualifiée | 2014     | Non qualifiée |       |          |
| 1964  | Non qualifiée | 1990 | Non qualifiée | 2018     | Non qualifiée |       |          |
| 1967  | Non qualifiée | 1994 | Non qualifiée | 2022     | Non qualifiée |       |          |
| 1971  | Non qualifiée | 1998 | Non qualifiée | 2026     | -             |       |          |
| 1975  | 7e            | 2002 | Non qualifiée | 2030     | -             |       |          |

#### Coupe des Amériques
| Année | Position      |      | Année         | Position     |    | Année | Position |
| 1989  | Non qualifiée | 2005 | Non qualifiée | 2019         | 5e |       |          |
| 1993  | Non qualifiée | 2007 | Non qualifiée | 2021         | 5e |       |          |
| 1995  | Non qualifiée | 2009 | Non qualifiée | 2023         | 5e |       |          |
| 1997  | 6e            | 2011 | 7e            | 2025         | 5e |       |          |
| 1999  | Non qualifiée | 2013 | Non qualifiée | Pays inconnu | -  |       |          |
| 2001  | Non qualifiée | 2015 | Non qualifiée | Pays inconnu | -  |       |          |
| 2003  | Non qualifiée | 2017 | 7e            | Pays inconnu | -  |       |          |

#### Jeux panaméricains
| Année | Position      |      | Année         | Position |               | Année | Position |
| 1955  | Non qualifiée | 1979 | Non qualifiée | 2007     | 5e            |       |          |
| 1959  | Non qualifiée | 1983 | Non qualifiée | 2011     | 4e            |       |          |
| 1963  | Non qualifiée | 1987 | 7e            | 2015     | Non qualifiée |       |          |
| 1967  | Non qualifiée | 1991 | Non qualifiée | 2019     | 4e            |       |          |
| 1971  | 7e            | 1999 | Non qualifiée | 2023     | Finaliste     |       |          |
| 1975  | 6e            | 2003 | Non qualifiée | 2027     | -             |       |          |